# Laterculus regum Visigothorum
El Laterculus regum Visigothorum, también llamado Cronicón de Wulsa o Chronica regum Visigothorum, es un catálogo de los reyes visigodos y sus años de reinado, asociado al Liber Iudicorum.
Notablemente exacto, experimentó al parecer tres redacciones: una primera hasta los reinados de Recesvinto o Ervigio, una ampliación con los últimos reyes godos, y una segunda prolongación con los reyes asturleoneses, desde Pelayo hasta Ordoño III de León, el llamado Laterculus Legionensis, que sólo se encuentra en un manuscrito del Fuero Juzgo del año 1057, formado por un presbítero llamado Munio.
Su atribución a un prelado llamado Wulsa es resultado de una lectura errónea del comienzo de algunos de los manuscritos en los que se ha transmitido el texto.